# سفارة الولايات المتحدة في باكستان
سفارة الولايات المتحدة في باكستان هي أرفع تمثيل دبلوماسي لدولة الولايات المتحدة لدى باكستان. تقع السفارة في إسلام آباد وهي تهدف لتعزيز المصالح الأمريكية في باكستان.

## وصلات خارجية
- الموقع الرسمي
- قائمة سفارات الولايات المتحدة
- قائمة السفارات في باكستان